# نوکیا ۱۳۰
نوکیا ۱۳۰ (انگلیسی: Nokia 130) یک مدل گوشی تلفن ساخته شده توسط شرکت نوکیا بود.